# Hendrick van Rensselaer
Pour les articles homonymes, voir van Rensselaer.
Hendrick van Rensselaer, né le 23 octobre 1667 à Watervliet (town), New York (en) et mort le 4 juillet 1740 à Albany, est un grand propriétaire américain de la colonisation des États-Unis. 

## Biographie
Né à Watervliet (New York), il est le quatrième enfant de Jeremias van Rensselaer (1632-1674) et de Maria van Cortlandt van Rensselaer (en) (1645-1689) et le frère de Kiliaen Van Rensselaer (1663–1719), de Johannes van Rensselaer et de Anna van Rensselaer (née en 1665).
Ses grands-parents paternels étaient Anna van Wely (1601-1670) et Kiliaen van Rensselaer, l'un des fondateurs et directeurs de la Compagnie néerlandaise des Indes occidentales qui a joué un rôle déterminant dans la création de Nouvelle-Néerlande. 
Ses grands-parents maternels étaient Olaff Stevensz van Cortlandt (vers 1615-1684) et Annetje Loockermans (1618-1684). Sa mère était la sœur de Stephanus Van Cortlandt (1643-1700) et de Jacobus Van Cortlandt (1658-1739), qui ont tous deux été maires de New York.

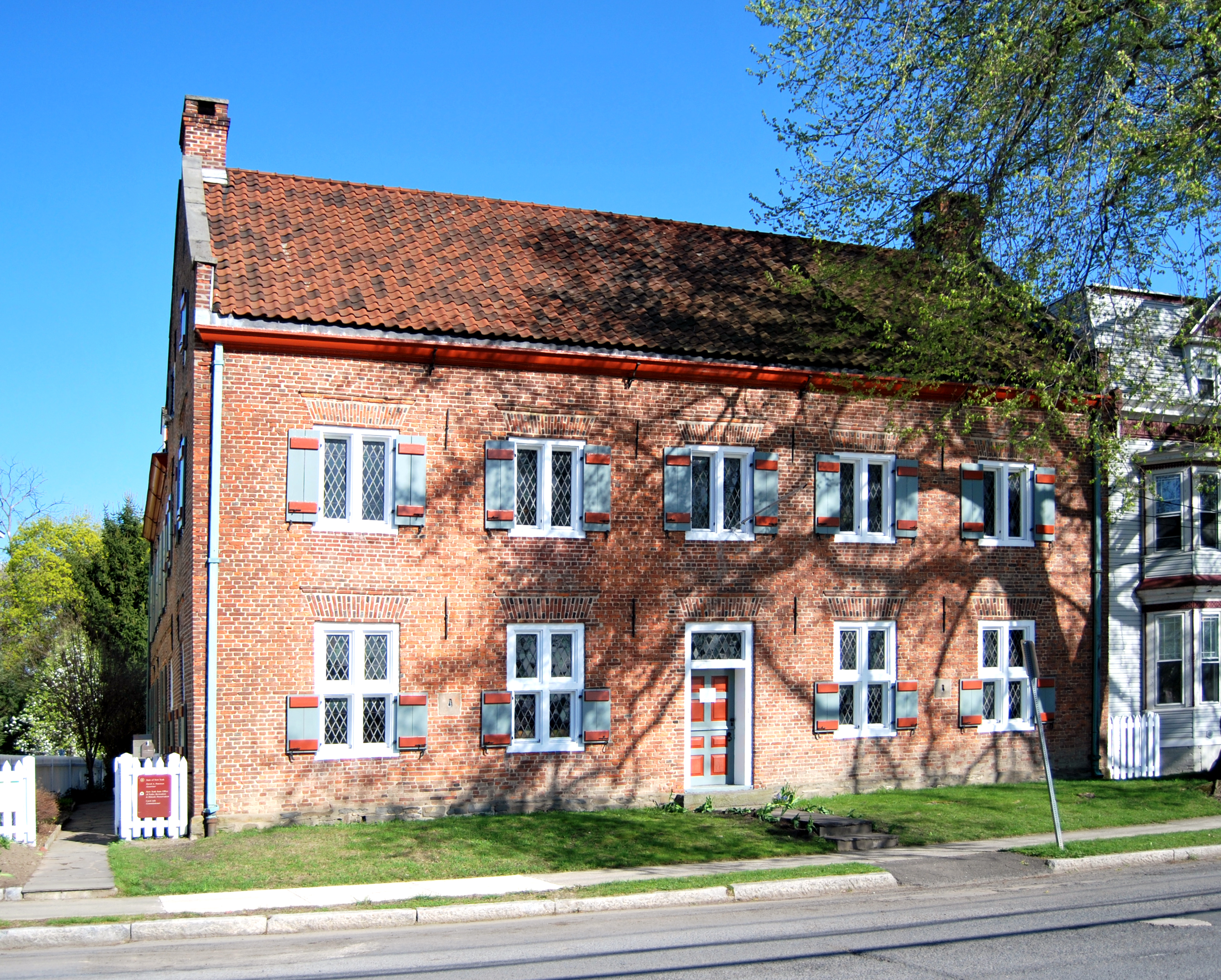
Fort Crailo

Hendrick van Rensselaer reçoit en héritage une part du domaine de son grand-père Kiliaen, la partie connue sous le nom de Eastern Manor ou de Greenbush qui couvre environ 62 000 acres de terres dans le comté de Columbia et englobe des terres au sud de Kinderhook, au nord de Livingston Manor (en) et à l'ouest jusqu'au fleuve Hudson, le tout appartenant à Rensselaerwyck. Il reçoit aussi 1 500 acres du manoir proprement dit, en face de la ville d'Albany. Hendrick van Rensselaer a construit une importante maison en briques sur ce dernier domaine nommé Fort Crailo (en). 
Marchand et armateur, il est aussi conseiller municipal à l'assemblée d'Albany et à la Commission des affaires indiennes. En 1698, il achète à la tribu Schaghticoke un terrain de six milles carrés sur la rivière Hoosic, pour lequel il obtient un brevet. Cet achat crée de mauvaises relations avec la ville d'Albany, van Rensselaer refusant de vendre son brevet au conseil, la controverse devenant une affaire d'État. En 1699, le différend est réglé à l'amiable et il transfère son brevet à la ville.
Il épouse le 19 mars 1689 Catharina Van Brugh, la fille de Johannes Pieterse van Brugh (en). Le couple a pour enfants :
- Maria Van Rensselaer (1689–1756), qui épousera Samuel Ten Broeck (1680–1756), fils de Dirck Wesselse Ten Broeck (en), en 1712[3].
- Catherine Van Rensselaer (1691–1770), qui épousera Johannes Ten Broeck (1683–1765), un autre fils de Dirck Wesselse Ten Broeck, en 1714[6],[7].
- Anna Van Rensselaer (1696-1756), qui épousera Peter Douw (grands-parents de Peter Gansevoort (en) et arrière-arrière-grands-parents de Herman Melville), en 1717[3].
- Elizabeth Van Rensselaer (1700–1779), qui épousera John Richard (décédé en 1763)[3].
- Helena Van Rensselaer (1702–1792), qui épousera Jacob Wendell (1702–1745)[3].
- Jérémie Van Rensselaer (1705–1730)[3].
- Johannes John Van Rensselaer (1708–1783)[8], qui épousera Engeltje Angelica Livingston (1698–1746/7). Après sa mort, il épouse Gertrude Van Cortlandt[3].
- Hendrick van Rensselaer (1712–1763), qui épousera Elizabeth van Brugh (1712–1753) en 1735. Après sa mort, il épouse Alida Livingston (1716–1798), veuve de Jacob Rutsen (1716–1753), en 1762[9].
- Kiliaen van Rensselaer (1717–1781), qui épousera Ariantje Harriet' Schuyler (1720–1763) en 1742. Après sa mort, il épouse Maria Low en 1769[10].